# Anti-UK
Anti U.K. es el primer tema del álbum Death Before Dishonour de la banda de Hardcore punk The Exploited.
La canción critica tanto al Reino Unido como a sus políticos, así como a la reina.
Muestra un pensamiento anarquista al mostrarse opuesto a la monarquía las elecciones y demás, el tema tiene una duración de tres minutos con siete segundos y fue producida por Wattie Buchan y Dave Pine. Fue lanzado en el año 1987 y su posterior sencillo sería Power Struggle.